# Francesco Scoma
Francesco Scoma, né à Palerme le 25 août 1961, est un homme politique italien.

## Biographie

### Jeunesse
Francesco Scoma est le fils de Carmelo Scoma, syndicaliste de la CISL et maire démocrate chrétien de Palerme de 1976 à 1978.
Il est diplômé en droit de l'Université de Palerme. Il est fonctionnaire du Banco di Sicilia de 1981 à 1996, puis intègre Unicredit en congé pour des fonctions publiques électives.

### Engagement politique en Sicile
Lorsque Forza Italia est fondée, il adhère et en devient trésorier régional et coordinateur régional adjoint pour la Sicile.
En 1996, il est élu pour la première fois à l'Assemblée régionale sicilienne dans les rangs de Forza Italia. Questeur durant cette législature, il est réélu député régional FI en 2001, devient secrétaire de l'ARS jusqu'à sa nomination le 30 août 2004, comme conseiller régional pour le travail, la sécurité sociale, la formation professionnelle et l'émigration.
En temps, il est adjoint au maire de Monreale pour le tourisme de 1999 à 2001.
Reconduit à l'ARS lors des élections régionales de 2006 avec FI et celles de 2008 avec Peuple de la Liberté, il est assesseur régional pour la Famille et des Affaires sociales.
Entre 2009 et 2010, il a été adjoint au maire de Palerme auprès de Diego Cammarata.
Il est secrétaire provincial du Peuple de la Liberté à Palerme à partir de 2011 et en préside le groupe parlementaire régional après sa réélection à l'ARS en octobre 2012.

### Parlementaire national
Il quitte le parlement régional en mars 2013 après son élection comme sénateur lors des élections générales de février.
Il rejoint la nouvelle Forza Italia après la disparition de PdL. En 2014, il succède à Alessandra Mussolini, élue eurodéputée, au poste de secrétaire du Sénat.
Lors des élections générales de 2018, il a été élu à la Chambre des députés pour la circonscription Sicile 1. Critiquant la gestion personnelle par le secrétaire régional de son parti, Gianfranco Miccichè, il annonce, le 14 mai 2020, son départ de Forza Italia vers Italia Viva, après 26 années aux côtés de Silvio Berlusconi.
Mais, en réaction au refus du parti de Matteo Renzi de le soutenir pour les municipales à Palerme en 2022, alors qu'il avait déjà tenté de se présenter en 2012 et 2017, il annonce son départ le 23 septembre 2021, et rejoint la Ligue du Nord qui en fait son candidat en mars 2022 avant de préférer un accord avec Forza Italia pour la candidature de Francesco Cascio.